# 伊利达尔·吉利穆季诺夫
伊利达尔·伊列科维奇·吉利穆季诺夫（羅馬化：Ildar Irekovich Gilmutdinov，羅馬化：İldar İrek ulı Ğilmetdinov；1962年9月3日—）是俄罗斯政治人物，统一俄罗斯党员，国家杜马代表。他是民族委员会的主席。自2007年起，他担任鞑靼族联邦民族和文化自治委员会主席。

## 制裁
吉利穆季诺夫于2022年因俄乌战争而受到包括英国在内的多国制裁。